# 155th Street (Concourse Line)
155th Street is een station van de metro van New York aan de Concourse Line, in het stadsdeel Manhattan. Het station is geopend in 1933. De lijnen  maken gebruik van dit station.
Het station bevindt zich 200 meter ten oosten van het gelijknamige station op het traject van de Eighth Avenue Line dat gebruikt wordt door de metrolijnen .
 ·  ·  ·  ·  ·  ·  ·  ·  · 